# Ciénaga Grande de Santa Marta

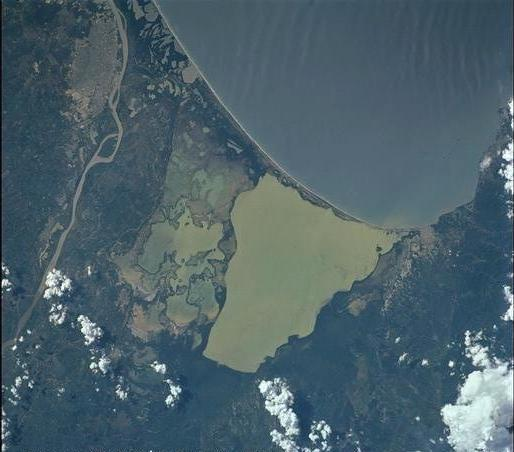
Die Lagune aus dem Weltraum

Die Ciénaga Grande de Santa Marta ist eine Küstenlagune im Norden Kolumbiens, im Departamento del Magdalena in der Región Caribe.
Es ist der größte Küstenlagunenkomplex Kolumbiens. Die Lagune nimmt etwa 4280 km² ein und gehört zum äußeren Deltasystem des Río Madgalena.
Die Lagune liegt zwischen dem Río Magdalena und der Sierra Nevada de Santa Marta. Vom Karibischen Meer ist die Lagune durch eine schmale, sandige künstliche Landzunge getrennt, die in den 1950er Jahren angelegt wurde, und auf der die Küstenstraße 90 von Barranquilla nach Santa Marta verläuft. Die große Lagune des Sumpfes ist mit dem Karibischen Meer über eine schmale Meerenge (den Kanal von La Barra) verbunden, die zwischen der Stadt Puebloviejo und der Stadt Ciénaga liegt.
Die Ciénaga ist Teil des Santuario de fauna y flora ciénaga grande de Santa Marta, einem Naturpark, der zu den Parques Nacionales Naturales gehört.